# 100万都市の一覧
100万都市の一覧（ひゃくまんとしのいちらん）は、人口が100万人以上の世界の都市を、国ごとに国名の五十音順、都市人口の多い順に並べたものである。原則として、市域人口を対象としており、一部の例外を除いて、都市的地域人口は勘案していない。

## 凡例
太字は首都、「市域」は市域人口、「郊外地域を含む」は都市的地域人口、「実際」は実際人口、「常住」は常住人口であることを表す。国名の表記は国の一覧 (大陸別)に従った。

## 一覧

### アジア

#### アゼルバイジャン
2015年7月1日調べ、市域/実際/推計人口。
1. バクー：221.5万人[1]

#### アフガニスタン
2016年7月1日調べ、市域/実際/推計人口。
1. カーブル：381.7万人[1]

#### アラブ首長国連邦
2002年7月1日調べ、市域/実際/推計人口。
1. ドバイ：108.9万人[1]
2. アブダビ：145万人[要出典]

#### アルメニア
2015年7月1日調べ、市域/常住/推計人口。
1. エレバン：107.4万人[1]

#### イエメン
2009年7月1日調べ、市域/実際/推計人口。
1. サナア：197.6万人[1]

#### イラク
2015年7月1日調べ、市域/実際/推計人口。
1. モースル：138.4万人[1]
2. バスラ：122.6万人[1]
3. バグダード：121.2万人[1]

#### イラン
2011年10月24日調べ、国勢調査結果による、市域/常住人口。
1. テヘラン：815.4万人[1]
2. マシュハド：276.6万人[1]
3. イスファハーン：175.6万人[1]
4. キャラジ：161.5万人[1]
5. タブリーズ：149.5万人[1]
6. シーラーズ：146.1万人[1]
7. アフヴァーズ：111.2万人[1]
8. ゴム：107.4万人[1]

#### インド
2011年2月9日調べ、国勢調査結果による、郊外地域を含む/実際人口。
1. ムンバイ：1244.2万人[1]
2. デリー：1103.5万人[1]
3. バンガロール：849.5万人[1]
4. ハイデラバード：699.3万人[1]
5. アフマダーバード：563.4万人[1]
6. チェンナイ：464.7万人[1]
7. スーラト：450.2万人[1]
8. コルカタ：449.7万人[1]
9. プネー：312.4万人[1]
10. ジャイプル：304.6万人[1]
11. ラクナウ：281.7万人[1]
12. カーンプル：276.8万人[1]
13. ナーグプル：240.6万人[1]
14. インドール：199.4万人[1]
15. ターネー：184.1万人[1]
16. ボーパール：179.8万人[1]
17. ヴァドーダラー：175.2万人[1]
18. ヴィシャーカパトナム：172.8万人[1]
19. ピンプリ・チンチワッド：172.8万人[1]
20. パトナ：168.4万人[1]
21. ガーズィヤーバード：164.9万人[1]
22. ルディヤーナー：161.9万人[1]
23. アーグラ：158.6万人[1]
24. ナーシク：148.6万人[1]
25. ファリーダーバード：141.4万人[1]
26. ラージコート：132.3万人[1]
27. メーラト：130.5万人[1]
28. カリヤーン・ドンビヴリ：124.7万人[1]
29. バサイ・ビラール：122.2万人[1]
30. シュリーナガル：120.6万人[1]
31. ヴァーラーナシー：119.8万人[1]
32. アウランガーバード：117.5万人[1]
33. イラーハーバード：116.8万人[1]
34. ダンバード：116.2万人[1]
35. アムリトサル：115.9万人[1]
36. ヴィジャヤワーダ：114.3万人[1]
37. ナビムンバイ：112.1万人[1]
38. ジャバルプル：108.2万人[1]
39. ハウラー：107.7万人[1]
40. ラーンチー：107.3万人[1]
41. ジョードプル：105.6万人[1]
42. グワーリヤル：105.4万人[1]
43. コーヤンブットゥール：105.1万人[1]
44. ラーイプル：102.7万人[1]
45. マドゥライ：101.8万人[1]
46. コーター：100.2万人[1]

#### インドネシア
2016年7月1日調べ、市域/常住/推計人口。
1. ジャカルタ：1037.4万人[1]
2. スラバヤ：287.5万人[1]
3. バンドン：249.8万人[1]
4. メダン：224.7万人[1]
5. タンゲラン：214.0万人[1]
6. スマラン：175.8万人[1]
7. パレンバン：162.3万人[1]
8. マカッサル：148.9万人[1]
9. バタム市（英語版）（バタム島）：128.3万人[1]
10. プカンバル：109.1万人[1]
11. ボゴール：108.1万人[1]
12. バンダールランプン：101.6万人[1]

#### ウズベキスタン
2016年1月1日調べ、市域/常住/推計人口。
1. タシュケント：239.3万人[1]

#### カザフスタン
2020年7月1日調べ、市域/実際/推計人口。
1. アルマトイ：194.7万人[2]
2. アスタナ：116.0万人[2]
3. シムケント：105.6万人[2]

#### カンボジア
2011年7月1日調べ、市域/実際/推計人口。
1. プノンペン：157.1万人[1]

#### サウジアラビア
2010年4月27日調べ、国勢調査結果による、市域/実際人口。
1. リヤド：518.8万人[1]
2. ジッダ：343.1万人[1]
3. メッカ：153.5万人[1]
4. マディーナ：110.0万人[1]

#### ジョージア
2016年7月1日調べ、市域/常住/推計人口。
1. トビリシ：111.4万人[1]

#### シリア
2008年7月1日調べ、市域/実際/推計人口。
1. アレッポ：445.0万人[1]
2. ダマスカス：168.0万人[1]

#### シンガポール
2016年6月30日調べ、市域/常住/推計人口。
1. シンガポール：560.7万人[1]

#### タイ
2010年9月1日調べ、国勢調査結果による、郊外地域を含む/常住人口。
1. バンコク：830.5万人[1]

#### 大韓民国
2016年7月1日調べ、市域/常住/推計人口。
1. ソウル：983.5万人[1]
2. 釜山：338.9万人[1]
3. 仁川：291.4万人[1]
4. 大邱：245.0万人[1]
5. 大田：153.3万人[1]
6. 光州：151.7万人[1]
7. 蔚山：114.7万人[1]

#### 中華人民共和国
2000年11月1日調べ、国勢調査結果による、市域/常住人口。
1. 上海：1434.9万人[3]
2. 北京：1151.0万人[3]
3. 重慶：969.2万人[3]
4. 広州：852.5万人[3]
5. 武漢：831.3万人[3]
6. 天津：749.9万人[3]
7. 深圳：700.9万人[3]
8. 香港：700.4万人[3][注 2]
9. 瀋陽：530.3万人[3]
10. 西安：448.2万人[3]
11. 成都：433.4万人[3]
12. 南京：362.4万人[3]
13. ハルビン：348.2万人[3]
14. 大連：324.5万人[3]
15. 長春：322.6万人[3]
16. 昆明：303.5万人[3]
17. 済南：300.0万人[3]
18. 貴陽：298.5万人[3]
19. 淄博：281.7万人[3]
20. 青島：272.1万人[3]
21. 鄭州：258.9万人[3]
22. 太原：255.8万人[3]
23. 杭州：245.1万人[3]
24. 福州：212.4万人[3]
25. 長沙：212.3万人[3]
26. 蘭州：208.8万人[3]
27. 廈門：205.3万人[3]
28. 棗荘：199.7万人[3]
29. 石家荘：197.0万人[3]
30. 吉林：195.3万人[3]
31. 臨沂：193.9万人[3]
32. 温州：191.6万人[3]
33. 南昌：184.4万人[3]
34. 南充：177.2万人[3]
35. 南寧：176.7万人[3]
36. ウルムチ：175.3万人[3]
37. 煙台：172.4万人[3]
38. 唐山：171.1万人[3]
39. 徐州：168.0万人[3]
40. 包頭：167.1万人[3]
41. 合肥：165.9万人[3]
42. 宿州：160.1万人[3]
43. 随州：159.9万人[3]
44. 南陽：158.5万人[3]
45. 寧波：156.7万人[3]
46. 六安：155.9万人[3]
47. 鞍山：155.6万人[3]
48. チチハル：154.0万人[3]
49. 泰安：153.8万人[3]
50. 大同：152.7万人[3]
51. 台州：149.2万人[3]
52. 洛陽：149.2万人[3]
53. 撫順：143.4万人[3]
54. 商丘：142.9万人[3]
55. 無錫：142.6万人[3]
56. 貴港：141.3万人[3]
57. フフホト：140.7万人[3]
58. 内江：139.2万人[3]
59. 濰坊：138.0万人[3]
60. 大慶：138.0万人[3]
61. 淮南：135.7万人[3]
62. 遂寧：135.5万人[3]
63. 亳州：135.2万人[3]
64. 湛江：135.1万人[3]
65. 常徳：134.7万人[3]
66. 蘇州：134.5万人[3]
67. 邯鄲：133.0万人[3]
68. 菏沢：128.0万人[3]
69. 汕頭：127.0万人[3]
70. 信陽：125.6万人[3]
71. 瀘州：125.3万人[3]
72. 萊蕪：123.4万人[3]
73. 益陽：122.9万人[3]
74. 柳州：122.0万人[3]
75. 淮安：120.1万人[3]
76. 泉州：119.2万人[3]
77. 巴中：118.6万人[3]
78. 荊州：117.7万人[3]
79. 綿陽：116.3万人[3]
80. 赤峰：115.4万人[3]
81. 日照：114.8万人[3]
82. 天水：114.7万人[3]
83. 湖州：114.5万人[3]
84. 畢節：112.8万人[3]
85. 楽山：112.0万人[3]
86. 広安：109.3万人[3]
87. 常州：108.2万人[3]
88. 自貢：105.1万人[3]
89. 済寧：105.1万人[3]
90. 欽州：103.6万人[3]
91. 鄂州：102.3万人[3]
92. 資陽：101.6万人[3]
93. 牡丹江：101.4万人[3]
94. 撫州：100.7万人[3]

#### 中華民国
2020年11月8日調べ、国勢調査結果による、市域/常住人口。
1. 新北：436.6万人[4]
2. 台中：303.4万人[4]
3. 高雄：273.4万人[4]
4. 台北：259.5万人[4]
5. 桃園：244.1万人[4]
6. 台南：187.5万人[4]

#### 朝鮮民主主義人民共和国
2008年10月1日調べ、国勢調査結果による、市域/常住人口。
1. 平壌：258.1万人[1]

#### トルコ
2015年12月31日調べ、郊外地域を含む/常住/推計人口。
1. イスタンブール：1465.7万人[1]
2. アンカラ：527.1万人[1]
3. イズミル：416.8万人[1]
4. ブルサ：284.3万人[1]
5. アンタルヤ：228.8万人[1]
6. アダナ：218.3万人[1]
7. コンヤ：213.1万人[1]
8. ガズィアンテプ：193.2万人[1]

#### 日本
2020年10月1日調べ、総務省統計局「国勢調査結果」による、市域/常住人口。
1. 東京（23区）：974.5万人[2]
2. 横浜：377.8万人[2]
3. 大阪：275.5万人[2]
4. 名古屋：233.3万人[2]
5. 札幌：197.5万人[2]
6. 福岡：161.3万人[2]
7. 川崎：153.9万人[2]
8. 神戸：152.7万人[2]
9. 京都：146.5万人[2]
10. さいたま：132.5万人[2]
11. 広島：120.1万人[2]
12. 仙台：109.7万人[2]

#### ネパール
2011年6月22日調べ、国勢調査結果による、市域/常住人口。
1. カトマンズ：100.3万人[1]

#### パキスタン
2017年3月15日調べ、国勢調査結果による、市域/実際人口。
1. カラチ：1491.0万人[2]
2. ラホール：1112.6万人[2]
3. ファイサラーバード：320.4万人[2]
4. ラーワルピンディー：209.8万人[2]
5. グジュラーンワーラー：202.7万人[2]
6. ペシャーワル：197.0万人[2]
7. ムルターン：187.2万人[2]
8. ハイデラバード：173.3万人[2]
9. イスラマバード：101.5万人[2]
10. クエッタ：100.1万人[2]

#### バングラデシュ
2011年3月15日調べ、国勢調査結果による、市域/実際人口。
1. ダッカ：890.6万人[1]
2. チッタゴン：259.2万人[1]

#### フィリピン
2015年8月1日調べ、国勢調査結果による、市域/常住人口。
1. ケソン：293.6万人[1]
2. マニラ：178.0万人[1]
3. ダバオ：163.3万人[1]
4. カローカン：158.4万人[1]

#### ベトナム
1992年7月1日調べ、市域/実際/推計人口。
1. ホーチミン：301.6万人[3]
2. ハノイ：107.4万人[3]

#### マレーシア
2016年7月1日調べ、市域/常住/推計人口。
1. クアラルンプール：173.2万人[1]

#### ミャンマー
2014年3月29日調べ、国勢調査結果による、市域/実際人口。暫定値。
1. ヤンゴン：521.0万人[1]
2. マンダレー：122.5万人[1]
3. ネーピードー：115.8万人[1][注 3]

#### モンゴル
2016年7月1日調べ、市域/実際/推計人口。
1. ウランバートル：141.8万人[1]

#### ヨルダン
2016年12月31日調べ、市域/実際/推計人口。
1. アンマン：375.3万人[1]

### アフリカ

#### アルジェリア
2008年4月16日調べ、国勢調査結果による、市域/常住人口。
1. アルジェ：271.3万人[1]
2. オラン：116.6万人[1]

#### アンゴラ
1993年7月1日調べ、郊外地域を含む/実際/推計人口。
1. ルアンダ：182.2万人[3]

#### ウガンダ
2014年8月27日調べ、国勢調査結果による、市域/実際人口。
1. カンパラ：150.7万人[1]

#### エジプト
2010年7月1日調べ、市域/実際/推計人口。暫定値。
1. カイロ：724.9万人[1]
2. アレクサンドリア：435.8万人[1]
3. ギーザ：312.2万人[1]

#### エチオピア
2011年7月1日調べ、市域/実際/推計人口。
1. アディスアベバ：297.9万人[1]

#### ガーナ
2010年9月26日調べ、国勢調査結果による、市域/実際人口。
1. クマシ：173.0万人[1]
2. アクラ：159.4万人[1]

#### カメルーン
2016年7月1日調べ、市域/実際/推計人口。
1. ドゥアラ：294.8万人[1][注 4]
2. ヤウンデ：287.4万人[1][注 5]

#### ギニア
2014年3月15日調べ、国勢調査結果による、市域/常住人口。世帯人員のみ。
1. コナクリ：166.0万人[1]

#### ケニア
2009年8月24日調べ、国勢調査結果による、市域/実際人口。
1. ナイロビ：313.4万人[1]

#### コートジボワール
2014年5月15日調べ、国勢調査結果による、市域/常住人口。
1. アビジャン：439.5万人[1]

#### コンゴ民主共和国
1984年調べ、市域/実際/推計人口。
1. キンシャサ：266.4万人[5]

#### ザンビア
2010年10月16日調べ、国勢調査結果による、市域/常住人口。
1. ルサカ：174.7万人[1]

#### ジンバブエ
2012年8月17日調べ、国勢調査結果による、市域/実際人口。
1. ハラレ：148.5万人[1]

#### スーダン
1993年4月15日調べ、国勢調査結果による、市域/実際人口。
1. オムドゥルマン：127.1万人[3]

#### セネガル
2011年12月31日調べ、市域/常住/推計人口。
1. ダカール：105.6万人[1]

#### ソマリア
2001年7月1日調べ、市域/実際/推計人口。
1. モガディシュ：121.2万人[1]

#### タンザニア
2012年8月26日調べ、国勢調査結果による、市域/実際人口。
1. ダルエスサラーム：436.5万人[1]

#### ナイジェリア
1991年11月26日調べ、国勢調査結果による、市域/実際人口。
1. ラゴス：519.5万人[3]
2. カノ：216.7万人[3]
3. イバダン：183.5万人[3]

#### ニジェール
2012年12月10日調べ、国勢調査結果による、市域/常住人口。
1. ニアメ：102.7万人[1]

#### ブルキナファソ
2006年12月9日調べ、国勢調査結果による、市域/実際人口。
1. ワガドゥグー：147.5万人[1]

#### マダガスカル
2005年7月1日調べ、市域/実際/推計人口。
1. アンタナナリボ：101.5万人[1]

#### マリ
2009年4月1日調べ、国勢調査結果による、郊外地域を含む/実際人口。
1. バマコ：181.0万人[1]

#### モザンビーク
2015年7月1日調べ、市域/実際/推計人口。
1. マプト：124.2万人[1]

#### モロッコ
2014年7月1日調べ、市域/実際/推計人口。
1. カサブランカ：335.2万人[1]
2. フェズ：112.7万人[1]

#### リビア
1990年7月1日調べ、市域/実際/推計人口。
1. トリポリ：150.0万人[3]

### アメリカ

#### アメリカ合衆国
2020年4月1日調べ、国勢調査結果による、市域/常住人口。
1. ニューヨーク：880.4万人[6]
2. ロサンゼルス：389.4万人[6]
3. シカゴ：274.7万人[6]
4. ヒューストン：230.3万人[6]
5. フェニックス：160.8万人[6]
6. フィラデルフィア：160.4万人[6]
7. サンアントニオ：143.4万人[6]
8. サンディエゴ：138.6万人[6]
9. ダラス：130.4万人[6]
10. サンノゼ：101.5万人[6]

#### アルゼンチン
2016年7月1日調べ、郊外地域を含む/常住/推計人口。
1. ブエノスアイレス：1388.0万人[1]
2. コルドバ：152.5万人[1]
3. ロサリオ：144.4万人[1]
4. メンドーサ：109.4万人[1]

#### ウルグアイ
2016年7月1日調べ、市域/常住/推計人口。
1. モンテビデオ：138.0万人[1]

#### エクアドル
2016年7月1日調べ、市域/実際/推計人口。
1. グアヤキル：253.1万人[1]
2. キト：177.8万人[1]

#### カナダ
2016年7月1日調べ、市域/常住/推計人口。暫定値。
1. トロント：287.6万人[1]
2. モントリオール：176.3万人[1]
3. カルガリー：131.9万人[1]

#### キューバ
2016年12月31日調べ、市域/常住/推計人口。
1. ハバナ：213.0万人[1]

#### グアテマラ
2001年7月1日調べ、市域/実際/推計人口。
1. グアテマラシティ：102.2万人[1]

#### コロンビア
2016年7月1日調べ、市域/常住/推計人口。
1. ボゴタ：798.0万人[1]
2. メデリン：248.7万人[1]
3. カリ：239.5万人[1]
4. バランキージャ：122.4万人[1]
5. カルタヘナ：101.3万人[1]

#### チリ
2016年7月1日調べ、市域/実際/推計人口。
1. サンティアゴ：556.1万人[1][注 6]

#### ドミニカ共和国
2011年7月1日調べ、市域/実際/推計人口。
1. サントドミンゴ：112.6万人[1][注 7]

#### ブラジル
2016年7月1日調べ、市域/常住/推計人口。
1. サンパウロ：1203.8万人[1]
2. リオデジャネイロ：649.9万人[1]
3. ブラジリア：297.7万人[1]
4. サルヴァドール：293.8万人[1]
5. フォルタレザ：261.0万人[1]
6. ベロオリゾンテ：251.3万人[1]
7. マナウス：209.4万人[1]
8. クリチバ：189.4万人[1]
9. レシフェ：162.6万人[1]
10. ポルト・アレグレ：148.1万人[1]
11. ゴイアニア：144.9万人[1]
12. ベレン：144.6万人[1]
13. グアルーリョス：133.7万人[1]
14. カンピーナス：117.3万人[1]
15. サン・ルイス：108.3万人[1]
16. サンゴンサロ：104.4万人[1]
17. マセイオ：102.2万人[1]

#### ベネズエラ
2015年7月1日調べ、市域/実際/推計人口。
1. カラカス：208.2万人[1]
2. マラカイボ：165.3万人[1]

#### ペルー
2016年6月30日調べ、市域/実際/推計人口。
1. リマ：1003.9万人[1]

#### ボリビア
2010年7月1日調べ、市域/実際/推計人口。
1. サンタ・クルス：161.6万人[1]

#### ホンジュラス
2013年8月10日調べ、国勢調査結果による市域/実際人口。
1. テグシガルパ：115.8万人[1]

#### メキシコ
2010年6月12日調べ、国勢調査結果による市域人口。
1. メキシコシティ：885.1万人[7]
2. エカテペック：165.5万人[7]
3. グアダラハラ：149.5万人[7]
4. プエブラ：143.4万人[7]
5. シウダー・フアレス：132.1万人[7]
6. ティフアナ：130.1万人[7]
7. レオン：123.9万人[7]
8. サポパン：114.2万人[7]
9. モンテレイ：113.6万人[7]
10. ネサワルコヨトル：110.5万人[7]

### オセアニア

#### オーストラリア
2015年7月1日調べ、市域/常住/推計人口。
1. シドニー：452.6万人[1]
2. メルボルン：435.4万人[1]
3. ブリスベン：220.9万人[1]
4. パース：195.9万人[1]
5. アデレード：128.9万人[1]

#### ニュージーランド
2016年7月1日調べ、市域/常住/推計人口。
1. オークランド：161.4万人[1]

### ヨーロッパ

#### イギリス
2011年3月27日調べ、国勢調査結果による市域/常住人口。
1. ロンドン：813.6万人[1][注 8]
2. グラスゴー：120.9万人[1][注 9]
3. バーミンガム：108.6万人[1]

#### イタリア
2014年7月1日調べ、市域/常住/推計人口。
1. ローマ：286.8万人[1]
2. ミラノ：133.1万人[1]

#### ウクライナ
2013年1月1日調べ、市域/常住/推計人口。
1. キーウ：280.4万人[1]
2. ハルキウ：143.1万人[1]

#### オーストリア
2016年1月1日調べ、市域/常住/推計人口。
1. ウィーン：184.0万人[1]

#### スペイン
2013年7月1日調べ、市域/常住/推計人口。
1. マドリード：318.6万人[1]
2. バルセロナ：160.7万人[1]

#### セルビア
2015年7月1日調べ、市域/常住/推計人口。
1. ベオグラード：136.9万人[1]

#### チェコ
2016年1月1日調べ、市域/常住/推計人口。
1. プラハ：126.7万人[1]

#### ドイツ
2016年1月1日調べ、市域/常住/推計人口。
1. ベルリン：352.0万人[1]
2. ハンブルク：178.7万人[1]
3. ミュンヘン：145.0万人[1]
4. ケルン：106.1万人[1]

#### ハンガリー
2015年7月1日調べ、市域/常住/推計人口。
1. ブダペスト：175.9万人[1]

#### フランス
2010年1月1日調べ、国勢調査結果による市域/常住人口。
1. パリ：224.4万人[1]

#### ブルガリア
2016年1月1日調べ、市域/常住/推計人口。
1. ソフィア：123.2万人[1]

#### ベラルーシ
2015年7月1日調べ、市域/常住/推計人口。
1. ミンスク：194.9万人[1]

#### ポーランド
2015年7月1日調べ、市域/常住/推計人口。
1. ワルシャワ：173.5万人[1]

#### ルーマニア
2015年7月1日調べ、市域/常住/推計人口。
1. ブカレスト：184.9万人[1]

#### ロシア
2012年7月1日調べ、市域/常住/推計人口。
1. モスクワ：1191.8万人[1]
2. サンクトペテルブルク：499.1万人[1]
3. ノヴォシビルスク：151.1万人[1]
4. エカテリンブルク：138.7万人[1]
5. ニジニ・ノヴゴロド：125.7万人[1]
6. サマーラ：117.0万人[1]
7. カザン：116.9万人[1]
8. オムスク：115.9万人[1]
9. チェリャビンスク：115.0万人[1]
10. ロストフ・ナ・ドヌ：110.0万人[1]
11. ウファ：107.5万人[1]
12. ヴォルゴグラード：101.9万人[1]
13. ペルミ：100.7万人[1]
14. クラスノヤルスク：100.7万人[1]